# Dorin Degan
Dorin Degan (n. 11 iulie 1959, Orașul Stalin, România) este un fost bober român. El a concurat la Jocurile Olimpice de Iarnă din 1984 și la Jocurile Olimpice de Iarnă din 1988. A fost portdrapelul delegației României la Jocurile Olimpice de iarnă din 1988.